# Solomon Asch
Solomon Asch (Warschau, 14 september 1907 - Haverford, Pennsylvania, 20 februari 1996) was een wereldbekende Pools-Amerikaanse gestaltpsycholoog en een pionier in de sociale psychologie. Hij is geboren in Warschau en emigreerde naar de Verenigde Staten in 1920. Zijn bachelordiploma behaalde hij aan het City College of New York in 1928. Zijn mastergraad ontving hij in 1930 aan Columbia University, waar hij in 1932 ook promoveerde. Hij was professor in de psychologie op Swarthmore College gedurende 19 jaar, waarin hij samenwerkte met psycholinguïsten als Wolfgang Köhler.
Zijn werk vormde een belangrijke inspiratiebron voor de psycholoog Stanley Milgram. Asch begeleidde ook de promotie van Milgram op Harvard University.

## Onderzoek
Solomon Asch is beroemd geworden in de jaren 50 met zijn experimenten naar conformiteit. De experimenten toonden aan dat sociale druk er voor kan zorgen dat een persoon dingen zegt of doet die overduidelijk niet correct zijn.
Het experiment waarin Asch dit aantoonde ging als volgt:
Participanten in het onderzoek kregen telkens een kaart waarop een lijn stond. Vervolgens kregen de participanten nog een kaart waarop drie lijnen stonden met de letters a, b en c. De participanten moesten vervolgens de vraag beantwoorden welke lijn op het tweede kaartje overeenkwam met de lijn op het eerste kaartje. Aanvankelijk hadden de proefpersonen geen enkele moeite met het experiment, aangezien het niet moeilijk was het goede antwoord te geven. De andere proefpersonen in dezelfde ruimte gaven bovendien hetzelfde antwoord. Daarna echter begonnen de andere “participanten” (in werkelijkheid collega’s van Asch) allemaal hetzelfde, verkeerde antwoord te geven. Solomon Asch had verwacht dat de meerderheid van de mensen niet zou toegeven (conformeren) aan wat overduidelijk niet-correct was, maar de resultaten waren anders: een alarmerend aantal participanten gaf het verkeerde antwoord en volgde daarmee de groep in plaats van hun verstand.

## Belangrijke wetenschappelijke bijdragen
- Halo-effect
- Primacy effect
- overeenstemmingsexperimenten van Asch